# 潔齒劑
潔齒劑，指專用於齒部的清潔劑。

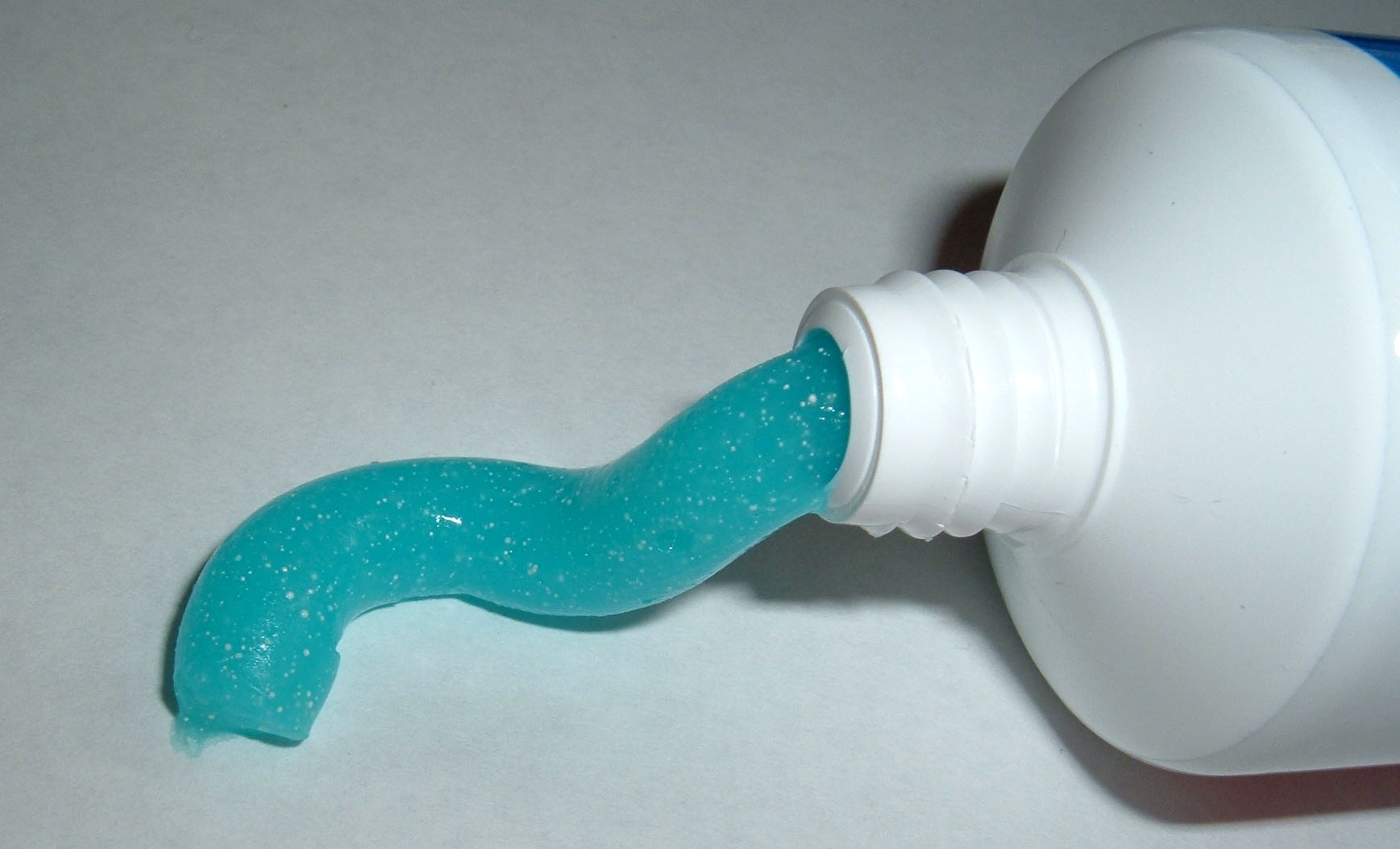
牙膏

最普遍的潔齒劑為膏狀或凝膠狀，並以長條軟管容器保存，稱作牙膏；另外亦有粉末（牙粉）及液體（漱口水）等型態。

## 牙膏

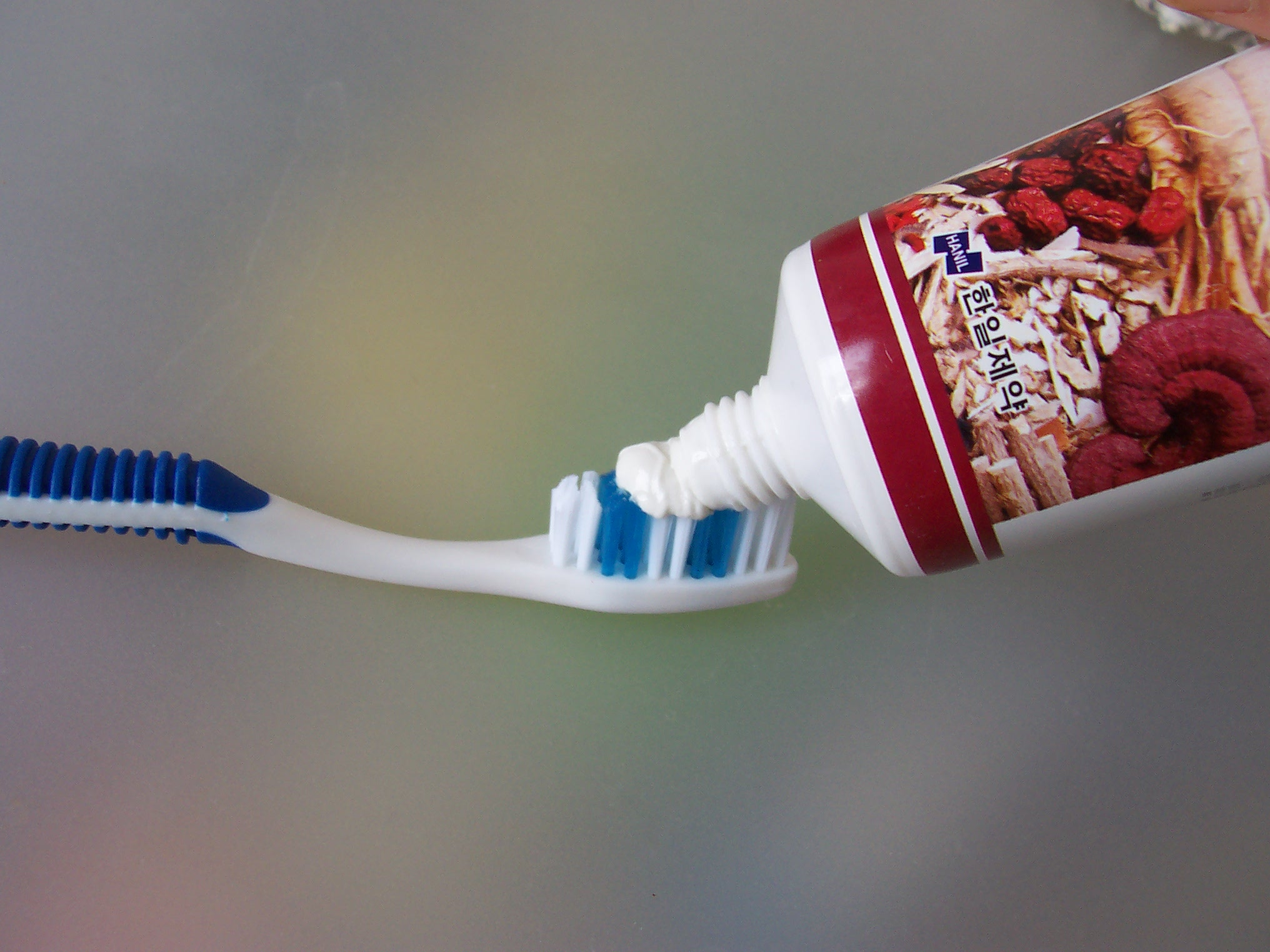
韩国人参牙膏

牙膏為摩擦劑，用來移除牙齒表面的牙菌斑及食物殘渣，協助抑制口臭，並施予如氟化物或木糖醇等等活性藥物成份來避免如牙齦炎等口腔疾病。刷牙清潔效果絕大部分是由牙刷的機械作用達成的，而非牙膏。鹽與小蘇打粉是能代替牙膏的替代品之一。牙膏並不能被吞下，但是通常不小心吞下小劑量並不會有太大傷害。
以往的中國人有用鹽、草藥與植物枝（例如楊柳枝）刷牙，具消炎作用，現在普遍用牙膏。刷牙並非得使用牙膏不可。但可使人覺得口氣清新，唯過量用牙膏可能造成氟斑牙。

### 成分
各牙膏基本成分相同，除了佔 20-42% 的水分以外，由以下部分组成：

#### 摩擦剂（研磨劑）
摩擦劑約佔牙膏成份的 50%，本身為不能溶解的粒子，有助去除牙齿表面的菌斑/污物。代表性的摩擦劑有氫氧化鋁、碳酸鈣、許多種的磷酸氢钙、硅酸鹽、沸石粉與氫氧基磷灰石等。
摩擦劑也會微量侵蝕琺瑯質（也被稱為「潔白」功效）。某些品牌的牙膏內含白雲母，除了作為摩擦劑以外，也讓牙膏看起來閃亮。牙齒拋光時去除齒面的污漬，但是跟去除牙菌斑及牙結石比起來，沒有證據顯示會改進齒部健康。

#### 氟化物
氟化物可以避免蛀牙，因其對於琺瑯質的生成有助益。氟化鈉是最常添加的氟化物，但是也有廠商使用氟磷酸鈉。美國大部分的牙膏有 1000 至 1100 ppm 的氟化物，而在英國則更高，如 1450 ppm 也不少見。

#### 表面活性劑
許多牙膏含有表面活性劑，如十二烷基硫酸鈉（SDS) 為較常使用之一。表面活性劑出現在許多個人清潔用品中，主要作為發泡劑，讓牙膏成份均勻散布，提高其潔淨能力。

#### 其他成份

##### 抗菌劑
- 三氯生又稱三氯沙、三氯羥二酚醚、二氯苯氧氯酚常被用來作為牙膏抗菌劑或漱口水劑，能預防牙齦炎，美國牙醫協會也認為這能減少牙垢和口臭。近年來研究指出三氯羥二酚醚具有致癌風險，也可能會提高細菌產生抗藥性的機率[1][4]。

- 西吡氯銨：原名為Cetylpyridinium chloride(CPC)，普遍用於牙膏或是漱口水等口腔清潔用品，為一種四級銨陽離子界面活性劑，可於水中解離成帶正電荷的複合體，會吸附在帶有負電的口腔細菌中，具有滅菌抑菌的效果，對G(+)格蘭氏陽性及G(－)格蘭氏陰性之細菌有效。

- 氯己定：原名為Chlorhexidine(CHX)，具有殺菌效果，常用於牙膏或是漱口水等口腔清潔用品，氯己定溶液帶正電荷，使用後會吸附於帶負電荷的牙菌斑和口腔粘膜表面，隨後吸附的藥物從這些部位擴散，逐漸釋出達到殺菌抑菌效果。

##### 色素與香精
為吸引消費者購買，牙膏多半含有食用香料與色素使牙膏具有芳香气味及顏色。最常見的口味有薄荷及冬青等，來自個別的食用油（如薄荷油）。

##### 湿润剂
甘油、山梨醣醇或是木糖醇等化學物質可避免牙膏乾燥粉末化。

##### 其他添加物
- 多聚磷酸钠可以減少牙垢。
- 抗敏感成份：氯化鍶可填補牙齒表面小裂縫，阻絕牙齒神經接觸外界以降低对冷热过度的敏感。檸檬酸鉀和硝酸鉀則可以阻礙神經細胞之間的傳導，但硝酸鉀有致癌風險，現已常用檸檬酸鉀配方取代。
- 再礦化成份：有些牙膏有添加氫氧基磷灰石或磷酸氫鈣以幫助琺瑯質的再礦化。
- 氟鈣、鈣質、礦物質等：廠商聲稱經臨床實驗証明，可有效幫助防蛀及修復琺瑯質。
- 淨化鹽：廠商聲稱，其脫水效果可幫助收斂牙肉、及促進血液循環及牙肉健康。
- 藥用鹽：美國MORTON莫頓鹽廠生產的醫藥等級氯化鈉產品，多用於生理食鹽水或是藥劑用的添加物，用在牙膏的成份具有收斂紅腫的牙肉、改善牙齦出血的效果。

### 历史
- 洁齿品的使用可追溯到2000-2500年前，希腊人、罗马人、希伯來人及佛教徒的早期著作中都有使用洁牙剂的记载，早期的洁齿品主要是白垩土、动物骨粉、浮石甚至铜绿，直到十九世纪还在使用牛骨粉和乌贼骨粉制成牙粉。用食盐刷牙和盐水漱口至今也还存在。[5]。

- 牙膏是口腔卫生用品，它的前身是牙粉。早在2000年以前，古罗马就有人用滑石粉刷牙。

- 最早的牙膏是古埃及人发明的。2003年人们在奥地利国家图书馆的地下室中发现了一张古埃及莎草纸，上面写满了古怪的象形文字。上面描述了一种可以亮白牙齿的粉末，这些粉末遇到唾液，就会变成膏状物，能够清洁牙齿，它的成分是：1%盎司的岩盐和鸢尾干花，2%盎司的薄荷和20粒胡椒。这就是古埃及人用的牙膏，这种混合物会导致牙龈出血，但在当时，与其它洁牙方法相比，它是最有效的。中国在唐代时期，常用天麻、藁本、细辛、沉香、寒水石等中药研粉擦齿，这可以清洁牙齿和除去口中异味。

- 1780，已知人们用主要由烧焦的面包组成的粉末来擦洗他们的牙齿[6]。

- 到了十八世纪，英国首先开始工业化生产牙粉，这时牙粉才成为了一种商品。

- 牙膏是在牙粉的基础上改进形成的，早期的牙粉主要用碳酸钙作为摩擦剂、以肥皂为表面活性剂。1824年，一位名叫皮博迪的牙医给牙膏加了肥皂以增加清洁度。肥皂后来被硫酸钠替代，以创造一种光滑的糊状物。

- 1840年法国人发明了金属软管，为一些日常用品提供了合适的包装，这导致了一些商品形态的改革。

- 最早的牙膏公司是美国高露洁。1873年，第一个商业生产的，味道好的牙膏由高露洁推出，并以罐子形式出售。

- 1892年，Dr. Washington Sheffield 是第一个将牙膏放入可折叠管中的人。有人认为，这个版本的牙膏与现在的版本是最相似的。

- 1893年维也纳人塞格发明了牙膏并将牙膏装入软管中，从此牙膏开始大量发展并逐渐取代牙粉。

- 1914年：氟化物加入牙膏后，发现它显著减少蛀牙。

- 中国从十九世纪末开始生产牙粉，1926年在上海生产第一支牙膏（三星牌）。[7]。

- 上世纪四十年代起，由于科技的迅速发展，牙膏工业也得到很大的改进，一方面是新的摩擦剂、保湿剂、增稠剂和表面活性剂的开发和应用，使牙膏产品质量不断升级换代；另一方面，牙膏还从普通的洁齿功能发展为添加药物成为防治牙病的口腔卫生用品，最突出的是加氟牙膏，使龋齿病发病率大大减少。最早的含氟牙膏是1945在美国诞生的。1945年，美国在以焦磷酸钙为摩擦剂、焦磷酸锡为稳定剂的牙膏中添加氟化亚锡，研制出了世界上第一支加氟牙膏。。

- 1975年，草药牙膏, 可作为不含氟化物清洁牙齿的替代品。 这些牙膏包含薄荷油，没药和植物提取物等成分。[需要解释（語意不明、來源請求）]

- 1987年，可食用牙膏被发明。刚刚学会刷牙的儿童主要使用的是NASA发明的牙膏。因为可以吞下去所以宇航员可以刷牙且不会吐在零重力空间。

- 1989年：伦勃朗发明了第一款声称可以美白你的微笑的牙膏。[來源請求]

- 随着科学技术的不断发展，工艺装备的不断改进和完善，各种类型的牙膏相继问世，产品的质量和档次不断提高，现在牙膏品种已由单一的清洁型牙膏，发展成为品种齐全，功能多样，上百个品牌的多功能型牙膏，满足了不同层次消费水平的需要。

## 漱口水
由于漱口水成分不含摩擦剂，故功能不如牙膏全面，因此並不能取代牙膏使用。但可以在不方便使用時，帮助口腔杀菌。

## 腳註
1. 1 2  American Dental Association Description of Toothpaste. 2010-04-15  [2012-01-29]. （原始内容存档于2016-03-05）.
2. ↑  Dr. David Jones - Questions & Answers 的存檔，存档日期2010-08-26.
3. 1 2 3  Wolfgang Weinert in "Oral Hygiene Products" Ullmann's Encyclopedia of Industrial Chemistry, 2005, Wiley-VCH, Weinheimdoi:10.1002/14356007.a18_209
4. ↑  . 2010-04-17  [2012-01-29]. （原始内容存档于2019-04-23）.
5. ↑  . 2011-10-12  [2018-05-22]. （原始内容存档于2013-01-22）.
6. ↑  . 2012-11-20  [2018-05-22]. （原始内容存档于2021-03-19）.
7. ↑  . 2006  [2022-01-11]. （原始内容存档于2019-06-13）.